# COGOG

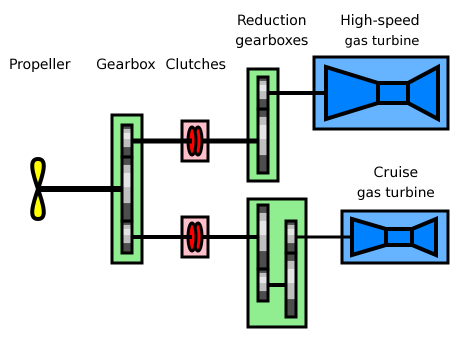
Schema di funzionamento del sistema di propulsione COGOG

Il sistema COGOG (COmbined Gas Or Gas - combinato gas o gas) è un tipo di propulsione navale per navi equipaggiate con turbine a gas. Il sistema impiega una turbina a bassa potenza e ad alta efficienza per la velocità di crociera ed una ad alta potenza per gli spunti ad alta velocità. Il sistema della trasmissione permette di selezionare una delle due turbine, che però non possono essere usate simultaneamente. Il vantaggio di questo tipo di propulsione nel richiedere un sistema di trasmissione semplice.
Questo sistema di propulsione è adottato dai cacciatorpediniere della Royal Navy Type 42 e dalle fregate argentine Classe Almirante Brown.